# كنزة (ألبوم)
كنزة هو ألبوم غنائي للشاب خالد صدر في 1999 باللغة العربية وسمي على اسم ابنة خالد الثانية كنزة. وصل الألبوم شهادة مستوى الذهب حسب الاتحاد الوطني للإنتاج الفونوغرافي. وأعيد إصدار الألبوم من قبل أرك 21 وتسجيلات وراس.

## الأغاني

### النسخة الأوروبية
العلامة التجارية: باركلي (يونفرسال)
1. «علاش تلوموني» – 5:02
2. «لهربة وين» (يظهر عمار) – 4:33
3. «سي لا نوي» – 5:04
4. «تخيل» (تظهر نوا) – 4:07
5. «طريق الثانوية» – 4:43
6. «دير السبة» – 5:50
7. «يا أشكو» – 3:57
8. «مالها» – 6:07
9. «ربا-ربا» – 5:37
10. «الباب» – 5:28
11. «العديان» – 5:37
12. «قولولها تجي» – 5:37
13. «ملي حبيبتي» – 6:29
14. «الدرويش يدور» – 6:00
15. «ليلي» (النسخة العربية «سي لا نوي») – 4:08

### نسخة الولايات المتحدة
العلامة التجارية: أرك 21 الولايات المتحدة
1. «علاش تلوموني» – 5:02
2. «لهربة وين» (يظهر عمار) – 4:33
3. «ليلي» (النسخة العربية «سي لا نوي») – 4:08
4. «طريق الثانوية» – 4:43
5. «دير السبة» – 5:50
6. «يا أشكو» – 3:57
7. «مالها» – 6:07
8. «ربا-ربا» – 5:37
9. «الباب» – 5:28
10. «العديان» – 5:37
11. «قولولها تجي» – 5:37
12. «ملي حبيبتي» – 6:29
13. «الدرويش يدور» – 6:00
14. «الشابة (ريمكس مان سيتي)» – 5:19

## روابط خارجية
- كنزة على موقع أول موفي (الإنجليزية)